# Доросевич Антон Миколайович
Анто́н Микола́йович Доросе́вич (нар. 22 червня 1992 — 22 червня 2017) — головний старшина Збройних сил України, учасник російсько-української війни.

## Життєпис
Народився 1992 року в селі Іванівка (Очаківський район, Миколаївська область).
Проходив службу в 73-му морському центрі СО, захищав Україну в найгарячіших точках на території Донецької та Луганської областей.
Головний старшина ВМС ЗСУ, курсант 2-го курсу Інституту ВМС НУ «ОМА».
Перебував у канікулярній відпустці; загинув у свій день народження 22 червня 2017 року. Близько 21:00 в селі Іванівка ціною власного життя врятував свою доньку, яка впала у каналізаційний люк. Антон не роздумуючи кинувся за донечкою. Дитину йому вдалося врятувати, але ціною власного життя.
Похований в Іванівці.
Залишились мама, дружина Доросевич Христина Олександрівна, 3-річна донька Евеліна.

## Нагороди та вшанування
- указом Президента України № 42/2018 від 26 лютого 2018 року «за особисту мужність і самовіддані дії, виявлені у захисті державного суверенітету та територіальної цілісності України, зразкового виконання військового обов'язку» — нагороджений орденом «За мужність» III ступеня (посмертно)[1]
- медаллю «За військову службу Україні»
- почесними нагрудними знаками «За взірцевість у військовій службі» та
- «За військову доблесть».